# Ковилкино
Ковилкино (на руски: Ковылкино; на мокшански: Лашма) е град в Русия, административен център на Ковилкински район, автономна република Мордовия. Населението на града към 1 януари 2018 е 19 488 души.